# Callimetopus cynthia
Callimetopus cynthia är en skalbaggsart som beskrevs av Thomson 1865. Callimetopus cynthia ingår i släktet Callimetopus och familjen långhorningar.
Artens utbredningsområde är Filippinerna. Inga underarter finns listade.